# Tamonea spicata
Espèce
Classification APG III (2009)
Synonymes
- Ghinia spicata (Aubl.) Moldenke[3]

Tamonea spicata est une espèce d'arbuste sud-américaine appartenant à la famille des Verbenaceae (famille des verveines). 
Il est connu en sous le nom de wild thyme (Nicaragua).

## Description
Tamonea spicata est une herbacée ou un sous-arbrisseau. Ses tiges fines et les branches, plus ou moins finement pileuses, sont couvertes de poils uncinés, nettement tétragonales, et plus ou moins marginées à proximité des feuilles avec 2 côtes et 3 sillons. Les pétioles très minces, mesurent 3 à 6 mm de long, sont assez densément hirsutes. Le limbe mince-coriace, est ovale, long de 7-16 mm pour 3-12 mm de large, a des marges assez grossièrement incisée-dentelée avec des dents très aiguës, de bords ciliés, a l'apex obtus, est tronqué à la base, est peu poilu sur la face supérieure (poils épars), mais est densément hirsute sur la face inférieure, (particulièrement le long des nervures). L'inflorescence est un racème axillaire long de 2,5-8 cm et comportant 2 à 8 fleurs, ascendantes. Les pédicelles uncinés-pileux mesurent environ 2 mm de long. Le calice à l'anthèse mesure environ 4 mm de long et 1-1,5 mm de large. La corolle, longue d'environ 7 mm est  bleues ou violettes, et jaune à l'intérieur de la gorge. Lors de la fructification, le calice mince et translucide est étalé-campanulé, mesure 4 mm de long et de large, porte 5 côtes proéminentes, légèrement couvert de poils uncinés, faisant saillie d'environ 1 mm sur la marge. La drupe noire glabre et luisante mesure environ 3 mm de long et de large.

## Répartition
On rencontre Tamonea spicata du Mexique au Brésil en passant par l'Amérique centrale, le Venezuela, le Guyana, le Suriname et la Guyane. Il pousse entre 50 et 1 400 m d'altitude, autour des zones urbanisées, dans les savanes à Trachypogon, et les zones perturbées.

## Utilisations
Tamonea spicata serait toxique pour le bétail. 
Tamonea spicata serait employé comme épice chez les Garifuna de l'est du Nicaragua en tant que « thym sauvage » (wild thyme).

## Histoire naturelle
En 1775, le botaniste Aublet propose la diagnose suivante : 
« TAMONEA ſpicata. (Tabula 268.) 

Planta annua, pedalis vel bi-pedalis. Caules erecti, tetragoni, nodoſi. Folia oppoſita, petiolata, tomentoſa, ſubovata, dentata. Flores ſpicati, alterni, ſpicis oppoſitis, axillaribus : pedunculus cujuſque floris ex axilla ſquamula? exfurgit. Corolla cazruiea. Bacca nigra, pulpoſa. 
Floret diverſis anni temporibus. 

Habitat in multis locis inſulæ Caïennæ & Guianæ. »

« LA TAMONE de la Guiane. (PLANCHE 268.)
Cette plante eſt annuelle ; ſa racine eſt fibreuſe, & porte une tige quadrangulaire, fermé, droite, un peu ligneuſe. Des aiſſelles des feuilles portées ſur la tige naiſſent des rameaux ou des épis de fleurs oppoſées. Toute la plante n'a qu'un pied & demi de hauteur. 
Les feuilles ſont oppoſées, vertes, arrondies, dentelées a leurs bords, & chargées de poils courts en deſſus comme en deſſous. Leur pédicule eſt long de trois ou quatre lignes ; il eſt plus court dans les feuilles qui terminent les branches & la tige. 
Les fleurs ſont ſolitaires, rangées alternativement ſur les épis, & ſoutenues chacune par une petite écaille. 
Le calice eſt d'une ſeule pièce en forme de tuyau, & découpé à ſon extrémité en cinq parties écartées les unes des autres, très étroites & aiguës. 
La corolle eſt d'une ſeule pièce, bleue, dont le tube eſt grêle & auſſi long que le calice. Son limbe eſt partagé en quatre lobes inégaux, obtus. Le lobe ſupérieur eſt relevé, l'inférieur plus large, rabaiſſe ; les deux latéraux plus petits & plus courts. 
Les étamines ſont quatre, deux plus grandes & deux plus courtes, attachées vers le bas du tube. Leur filet a, environ vers le milieu, un tires petit feuillet. Les anthères ſont en forme de maſſue & de couleur jaune. Celles des deux étamines courtes avortent. 
Le piſtil eſt un ovaire rond, ſurmonté d'un style long, terminé par un stigmate gros, charnu, ſur lequel l'on apperçoit quatre ou cinq petits corps glanduleux. 
L'ovaire devient une baie noire, renfermée dans le calice, dans laquelle on trouvé un noyau fermé & ligneux, qui, étant coupe en travers, laiſſe voir quatre ou cinq petites loges qui contiennent chacune une petite amande. 
Cette plante vient dans l'île de Caïenne, ſur le bord des ſentiers & des chemins. Elle croît plus abondamment ſur la route de Loyola, allant à l'habitation de Madame Dubilly. Je l'ai auſſi obſervée en différents endroits de la Guiane dans les lieux découverts. »

— Fusée-Aublet, 1775.